# يوليان ناغلسمان
يويليان ناغلسمان (بالألمانية: Julian Nagelsmann)؛ 23 يوليو 1987) هو مدرب كرة قدم ألماني محترف ولاعب سابق. يشغل حالياً منصب المدير الفني لمنتخب ألمانيا لكرة القدم.

## النشأة
لعب ناغلسمان مع آوغسبورغ وميونخ 1860 على مستوى الشباب، وكان قائد لفريق ميونخ تحت 17 سنة.[بحاجة لمصدر] في موسم 2006–07، كان جزءًا من الفريق الثاني لكنه لم يتمكن من خوض مباراة واحدة بسبب الإصابات. عاد ناغلسمان إلى أوجسبورج لموسم 2007–08، لكنه أصيب في ركبته والغضروف المفصلي للمرة الثانية، مما أدى إلى إتلاف الغضروف.[بحاجة لمصدر] نتيجة لذلك، قرر إنهاء مسيرته الكروية. لقد سبق له أن ساعد المدرب توماس توخيل ككشاف في النصف الأول من عام 2008. درس إدارة الأعمال في الجامعة لمدة أربعة فصول دراسية حتى انتقل إلى علوم الرياضة. ثم ركز على التدريب، وعاد إلى ناديه السابق ميونيخ 1860 كمساعد ل الكسندر شميت لفريق ميونخ تحت 17 سنة من 2008 إلى 2010.

## مسيرته التدريبية

### مسيرته المبكرة
انضم ناغلسمان إلى أكاديمية الشباب في هوفنهايم في عام 2010 وقام بتدريب فرق الشباب المختلفة في السنوات التالية. كان مساعدًا للمدرب خلال موسم 2012–13 في هوفنهايم، وحتى 11 فبراير 2016، كان يدرب فريق النادي تحت 19 سنة. درب «فريق الناشئين» لنادي هوفنهايم تحت 19 سنة ليفوز بلقب الدوري الألماني تحت 19 لموسم 2013–14. خلال الفترة التي قضاها كمساعد للمدرب، أطلق حارس المرمى تيم فيزه على ناغلسمان لقب «مورينيو الصغير».

### هوفنهايم
تم تعيين ناغلسمان مدربًا رئيسيًا لهوفنهايم في 27 أكتوبر 2015. كان من المقرر أن يبدأ فترة عمله مع بداية موسم 2016–17. حصل على عقد لمدة ثلاث سنوات. في وقت تعيينه، كان ناغلسمان يبلغ من العمر 28 عامًا، وكان أصغر مدرب في تاريخ الدوري الألماني. كان من المقرر أن يكون خليفة هوب ستيفينز، الذي حل محل ماركوس غيسدول في اليوم السابق. في 10 فبراير 2016، استقال ستيفنز من منصبه كمدرب رئيسي بسبب مشاكل صحية، وتم تعيين فترة ناغلسمان كمدرب رئيسي من قبل مجلس إدارة هوفنهايم في اليوم التالي.
عندما تولى ناغلسمان تدريب الفريق في فبراير 2016، كان هوفنهايم يحتل المركز 17 في جدول الترتيب، بفارق 7 نقاط عن المركز 15 الآمن ويواجه الهبوط. وتحت قيادة ناغلسمان تجنبوا الهبوط بفوزهم في 7 من 14 مباراة متبقية وأنهوا الموسم بنقطة فوق منطقة الهبوط. استمر أداءهم الجيد في موسم 2016–17 في الدوري الألماني، حيث احتلوا المركز الرابع في الجدول وتأهلوا لدوري أبطال أوروبا للمرة الأولى في تاريخهم.
في 9 يونيو 2017، مدد هوفنهايم عقد ناغلسمان حتى 2021. في 21 يونيو 2018، أعلن هوفنهايم أن ناغلسمان سيغادر النادي في نهاية موسم 2018–19. أشرف على مباراته رقم 100 في الدوري كمدرب لهوفنهايم في 19 يناير 2019، في الخسارة 3–1 أمام بايرن ميونخ. وبذلك، أصبح أصغر مدرب في تاريخ الدوري الألماني يصل إلى 100 مباراة.

### آر بي لايبزيغ
في 21 يونيو 2019، أعلن لايبزيغ أن ناغلسمان سيكون مدربهم من موسم 2019–20 ووقع عقدًا مدته أربع سنوات سينتهي في عام 2023. فاز ناغلسمان بأول مباراة له في الدوري الألماني كمدرب للايبزيغ ضد يونيون برلين 4–0، كما قاد لايبزيغ إلى التعادل 1–1 مع بايرن ميونخ. في يوم الجولة العاشرة فاز لايبزيغ على ماينتس 8–0. ناغلسمان واجه ناديه السابق هوفنهايم في الجولة 14 وفاز ضدهم 3–1.
في 10 مارس 2020، بعد فوز لايبزيغ 4–0 على توتنهام هوتسبير، أصبح ناغلسمان أصغر مدرب في التاريخ يفوز بمباراة خروج المغلوب في دوري أبطال أوروبا.
في 13 أغسطس 2020، فاز لايبزيغ على أتلتيكو مدريد الإسباني 2–1 في ربع النهائي، مما يعني أن لايبزيغ تأهل إلى نصف نهائي دوري أبطال أوروبا للمرة الأولى في تاريخه. أصبح ناغلسمان أصغر مدرب في التاريخ يتولى تدريب فريق في نصف النهائي.
في 18 أغسطس 2020، لعب لايبزيغ ضد باريس سان جيرمان في نصف نهائي دوري أبطال أوروبا، حيث واجه ناغلسمان رئيسه السابق خلال فترة وجوده في آوغسبورغ، توماس توخل. وخسر لايبزيغ 3–0.
في 27 أبريل 2021، أكد لايبزيغ أن ناغلسمان سيترك النادي في نهاية الموسم ليصبح المدير الفني الجديد لبايرن ميونخ.

### بايرن ميونخ
في 27 أبريل 2021، عين بايرن ميونيخ ناغلسمان مدربًا رئيسيًا لصفقة مدتها خمس سنوات، اعتبارًا من 1 يوليو 2021، ليحل محل هانس ديتر فليك.

## الإحصائيات التدريبية
آخر تحديث 25 أبريل 2021.
| النادي        | من             | إلى           | السجل | السجل | السجل | السجل | السجل | السجل | السجل | السجل  | م.     |
| النادي        | من             | إلى           | م     | ف     | ت     | خ     | له    | عليه  | فارق  | فوز %  | م.     |
| ------------- | -------------- | ------------- | ----- | ----- | ----- | ----- | ----- | ----- | ----- | ------ | ------ |
| هوفنهايم      | 11 فبراير 2016 | 30 يونيو 2019 | 136   | 55    | 43    | 38    | 257   | 197   | +60   | 040٫44 | [ 25 ] |
| آر بي لايبزيغ | 1 يوليو 2019   | 30 يونيو 2021 | 90    | 53    | 21    | 16    | 185   | 96    | +89   | 058٫89 |        |
| المجموع       | المجموع        | المجموع       | 226   | 108   | 64    | 54    | 442   | 293   | +149  | 047٫79 | —      |

## الإنجازات

### المدرب

#### النادي
هوفنهايم تحت 19 سنة
- الدوري الألماني تحت 19 سنة: 2013–14
- الدوري الألماني تحت 19 سنة لجنوب / الجنوب الغربي: 2013–14، 2014–15
- بايرن ميونخ
- الدوري الالماني: 2021 _ 22
- السوبر الالماني: 2022 ، 2023

### الفردية
- مدرب الموسم من VDV (ألمانيا): 2016–17[26]
- مدرب العام في ألمانيا: 2017[27]
- المركز الثالث في جائزة مدرب العام من اليويفا: 2019–20[28]

## وصلات خارجية
لم يتم العثور على روابط لمواقع التواصل الاجتماعي.

- يوليان ناغلسمان على موقع قاعدة بيانات كرة القدم.إي يو (الإنجليزية)
- يوليان ناغلسمان على موقع Soccerbase.com (مدرب) (الإنجليزية)
- يوليان ناغلسمان على موقع Soccerway.com (الإنجليزية)
- يوليان ناغلسمان على موقع عالم كرة القدم.نت (الإنجليزية)